# Phẩm trật trong Giáo hội Công giáo Rôma
Giáo hội Công giáo Rôma phân chia phẩm trật giáo sĩ thành ba chức cơ bản gọi là chức thánh (hoặc thánh chức): giám mục, linh mục và phó tế. Theo Giáo hội, thuật ngữ "hierarchy" (nghĩa là "thừa kế" hoặc "kế vị") để chỉ những người có thẩm quyền trong một đơn vị giáo hội của họ. Thẩm quyền cơ bản nhất là chức giám mục vì họ được coi là những người kế vị trực tiếp từ các tông đồ, trong khi chức thấp hơn là linh mục và phó tế phục vụ như người trợ lý và cộng tác của giám mục. Như vậy, phẩm trật trong Giáo hội Công giáo Rôma đôi khi cũng được chỉ riêng về chức giám mục mà thôi.
Đa số các giáo phận Công giáo đều do một giám mục lãnh đạo. Giáo phận được chia thành các cộng đoàn giáo dân nhỏ hơn được gọi là giáo xứ, mỗi giáo xứ cũng do một hoặc nhiều linh mục coi sóc. Các linh mục ở những giáo xứ lớn có thể có thêm các phó tế phụ giúp mục vụ và quản nhiệm.
Tất cả các phó tế, linh mục và giám mục đều có quyền giảng đạo, giải thích Kinh Thánh cử hành nghi thức các bí tích rửa tội, hôn phối và tang lễ. Nhưng chỉ có các linh mục và giám mục mới có quyền cử hành Bí tích Thánh Thể, Bí tích Hòa Giải (giải tội), Bí tích Thêm Sức (linh mục có thể cử hành nếu có sự ủy quyền của giám mục) và Bí tích Xức Dầu Bệnh Nhân. Chỉ có giám mục mới có quyền cử hành Bí tích Truyền Chức Thánh, tức là truyền chức linh mục hoặc tấn phong chức giám mục.

## Chức giám mục
Giám mục là những người đã có sự viên mãn về chức vụ mục tử và được gia nhập vào Hàng Giám mục, nên họ được coi là những người kế vị các tông đồ và là những mục tử chính trong Giáo hội. Họ có thẩm quyền giáo huấn, cử hành các nghi thức bậc cao, tham gia vào việc quản trị và đại diện cho Giáo hội. Theo truyền thống, họ sử dụng cụm từ "Hiền Huynh" (hoặc "Hiền Đệ") trong các văn bản chính thức gửi cho một giám mục khác.
Vai trò tiêu biểu của một giám mục là quản trị mục vụ cho một giáo phận. Giám mục đang giữ chức này được gọi là Giám mục chính tòa với các quyền và nghĩa vụ theo Giáo Luật Công giáo. Các giám mục cũng có thể được bổ nhiệm để hỗ trợ cho giám mục khác (những vị này gọi là Giám mục Phụ tá) hoặc để đảm trách các công việc hành chính trong Giáo triều Rôma, thông thường, nhóm giám mục này gọi là Giám mục Hiệu tòa.
Các giám mục trong lãnh thổ một quốc gia hoặc khu vực xác định có thể thiết lập một Hội đồng Giám mục khi có sự chấp thuận của Tòa Thánh. Họ tổ chức họp định kỳ để thảo luận về các vấn đề liên quan đến giáo hội tại khu vực lãnh thổ thuộc quyền. Trong một số lĩnh vực, đặc biệt là phụng vụ, chỉ có hội đồng giám mục mới được quyền quyết định. Quyết định được đưa ra bằng biểu quyết. Khi đạt ít nhất là 2/3 phiếu thuận, có xác nhận của Tòa Thánh thì quyết định đó của hội đồng bắt buộc mọi giám mục tuân thủ và thi hành.
Việc tấn phong một linh mục lên chức giám mục cần có thư bổ nhiệm của giáo hoàng. Thông thường, nghi lễ này cần ít nhất ba giám mục chủ trì (một vị chủ phong và hai vị phụ phong), nếu bất khả kháng chỉ cần một vị mặc dù trên nguyên tắc chỉ cần một vị là việc tấn phong hoàn thành.. Việc tấn phong chức giám mục được coi là Bí tích Truyền Chức Thánh viên mãn. Vì vậy, một giám mục nghỉ hưu vẫn được coi là một giám mục vì bản chất chức vụ này là vĩnh viễn, không có nhiệm kỳ. Mặt khác, chức danh tổng giám mục là danh dự, không thay đổi bản chất của chức vụ giám mục, nên các tổng giám mục không có thẩm quyền mục vụ trên các giám mục khác.
Giáo hoàng, về bản chất chức vụ cũng là một giám mục vì ông là giám mục của Giáo phận Rôma. Giáo hoàng là người kế vị Thánh Phêrô - tông đồ trưởng, là thượng phụ của Giáo hội Công giáo nghi lễ Latinh, cũng là người đứng đầu Giáo hội Công giáo Hoàn vũ. Một số các giáo hội Công giáo Đông phương cũng do một thượng phụ, hay tổng giám mục lãnh đạo, nhưng đều phục quyền Thượng phụ Latinh (tức giáo hoàng). Trong Giáo hội nghi lễ Latinh, các giáo phận thường được nhóm lại với nhau thành giáo tỉnh, trong đó có một giáo phận quan trọng được nâng lên làm tổng giáo phận với một số thẩm quyền rất hạn chế trên các giáo phận khác.

### Giáo hoàng
Điều rõ nhất để phân biệt Giáo hội Công giáo Rôma với các nhánh Kitô giáo khác là mối quan hệ giữa các thành viên và giáo hoàng. Sách Giáo Lý của Giáo hội Công giáo, trích dẫn từ Hiến chế Lumen Gentium (Ánh sáng Muôn dân) của Công đồng Vatican II viết rằng: "...Giáo hoàng Rôma, đấng kế vị thánh Phêrô, Thủ Lãnh của cộng đoàn Giám mục; nhưng quyền tối thượng trên tất cả các Chủ Chăn và tín hữu của Giáo hoàng Rôma vẫn luôn luôn được bảo toàn trọn vẹn. Thực vậy, do nhiệm vụ của mình, là Đại Diện Chúa Kitô và Chủ Chăn của toàn thể Giáo hội, Đức Giáo hoàng Rôma có một quyền bính trọn vẹn, tối cao, phổ quát trên Giáo hội, và bao giờ Ngài cũng được tự do thi hành quyền bính ấy, Giám mục Đoàn kế vị cộng đoàn Tông Đồ trong việc giáo huấn và chăn dắt, chính trong Giám mục Đoàn mà cộng đoàn Tông Đồ được trường tồn".
Đôi khi, giáo hoàng cũng sử dụng danh hiệu không chính thức là "Tôi tớ của các Tôi tớ Chúa". Thực ra, giáo hoàng không lãnh đạo tự do theo kiểu độc tài, ông có sự cố vấn của Giáo triều Rôma, Hồng y Đoàn, các nghị phụ... mặc dù bản thân ông là trọng tài cuối cùng của tất cả các chính sách trong giáo hội. Sự hiệp thông giữa các giám mục với giáo hoàng là điều cần thiết để duy trì sự tồn tại của Hàng Giám mục.

### Thượng phụ
Người đứng đầu của một số Giáo hội tự trị (tiếng Latinh: sui iuris) thuộc Công giáo Đông phương được gọi là thượng phụ. Chính giáo hoàng cũng được coi là một thượng phụ vì ông đứng đầu Giáo hội Latinh (danh hiệu Thượng phụ Tây phương của các giáo hoàng bị bãi bỏ vào triều Giáo hoàng Biển Đức XVI và được Giáo hoàng Phanxicô phục hồi vào năm 2024). Các thượng phụ Đông phương được bầu ra bởi các thượng hội đồng giám mục trong giáo hội thuộc quyền họ.